# José de Abreu
José Pereira de Abreu Júnior (n. 24 mai 1946, Santa Rita do Passa Quatro, São Paulo, Brazilia) este un actor brazilian.

## Biografie
José Pereira de Abreu Júnior s-a născut la Santa Rita do Passa Quatro, în 24 mai 1946. La vârsta de paisprezece ani, s-a mutat la São Paulo și a început să lucreze ca asistent de laborator și băiat de birou pentru o firmă de avocatură.
A început dramaturgia la Teatrul Universității Catolice din São Paulo, cu piesa Morte e Vida Severina de João Cabral de Melo Neto și Chico Buarque, în 1967. În același timp, a studiat dreptul la PUC-SP.
Un an mai târziu, a fost pe scenă și pe ecran ca profesionist. Dar cariera lui a trebuit să fie scurtată brusc din cauza militării sale politice. Abreu a fost arestat într-un congres UNE, a aparținut Partidului Popular și a acordat "sprijin logistic" VAR-Palmares, Forțele Armate Revoluționare Vanguard, un grup de stânga care a luptat împotriva regimului militar cu acțiuni armate. Dar, în mod contradictoriu, el a participat și la mișcarea hippie, cu călătoriile sale lizergice și cu filosofia sa de pace și iubire.
Datorită exilului din Europa în 1968, se întoarce în 1974 și va locui în Pelotas, RS, locul de naștere al soției sale, actrița și profesorul de teatru Nara Keiserman. Ambii predau la universitatea federală a orașului, dar în curând se mută la Porto Alegre, unde produce spectacole muzicale și joacă piese pentru copii. El este, împreună cu Nara, prima adunare din Rio Grande do Sul din Os Saltimbancos, de Chico Buarque.
Cu succesul filmului A Intrusa, filmat în Uruguaiana, RS, începe să facă săpunuri în TV Globo.

## Viața personală
José și Nara Keiserman sunt părinții lui Ana, Theo și Cristiano. Din relația sa cu avocata Neuza Serroni, s-a născut Rodrigo (născut în 1991). José este și tatăl lui Bernardo, rodul relației sale cu Andrea Pontual.